# Dolla dolla bill
Dolla dolla bill is een lied van de Nederlandse rapper Josylvio. Het werd in 2020 als single uitgebracht en stond in 2021 als veertiende track op het album Abu Omar.

## Achtergrond
Dolla dolla bill is geschreven door Jay van Ommeren en Joost Theo Sylvio Yussef Abdelgalil Dowib en geproduceerd door Avenue. Het is een nummer uit het genre nederhop. In het lied bezingt de rapper de rol van geld in zijn leven. De single heeft in Nederland de gouden status.

## Hitnoteringen
De rapper had succes met het lied in de hitlijsten van het Nederlands taalgebied. Het kwam tot de elfde plaats van de Single Top 100 en stond acht weken in de hitlijst. De Top 40 werd niet bereikt; het lied bleef steken op de tiende plek van de Tipparade. Ook in de Vlaamse Ultratop 50 was er geen notering. Het kwam hier tot de 35e positie van de Ultratip 100.